# Kapuzinerkloster Passau

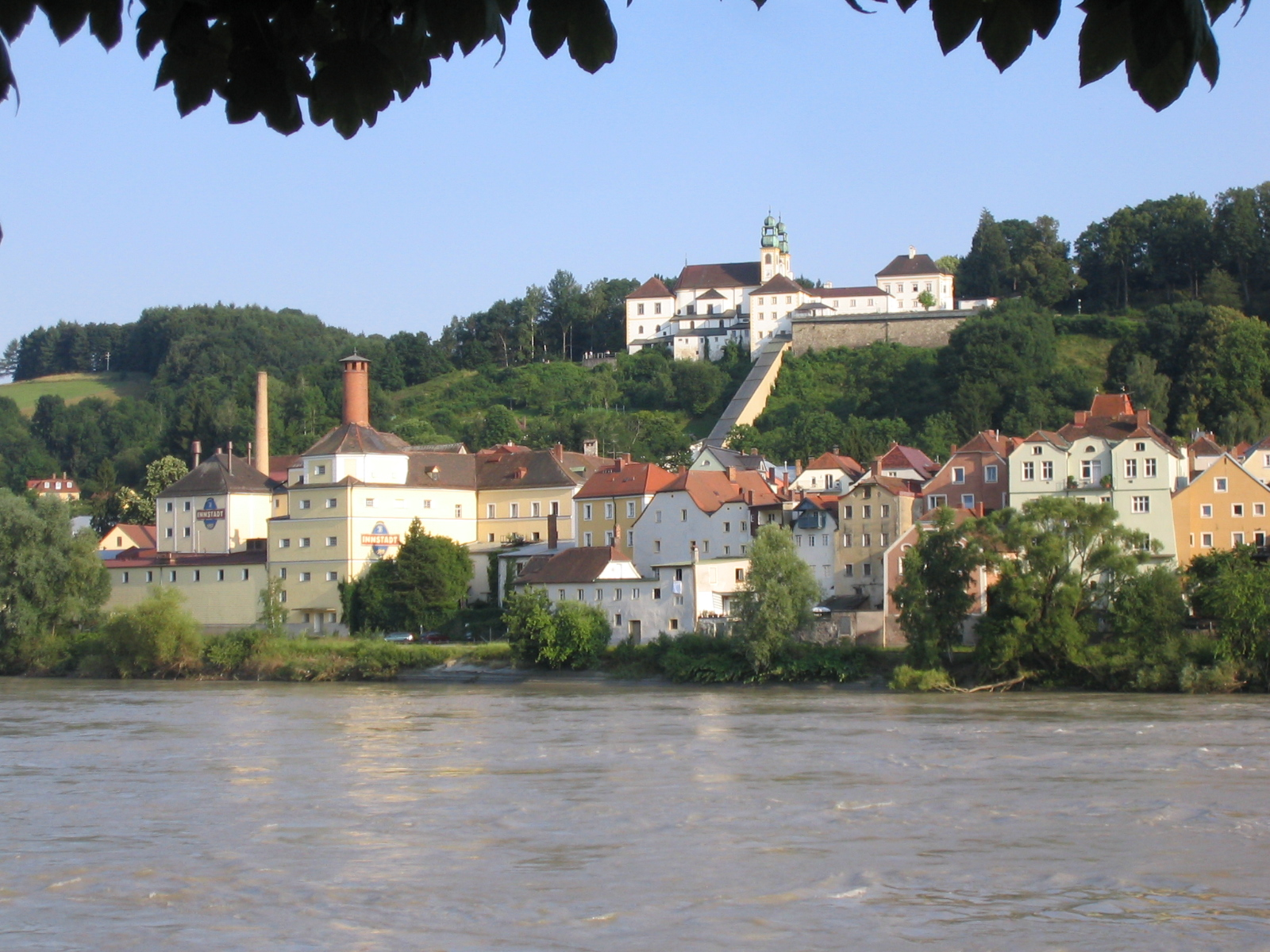
Der Mariahilfberg mit Innstadt und Inn im Vordergrund

Das Kapuzinerkloster Passau ist ein ehemaliges Kloster der Kapuziner und seit 2002 der Pauliner in Passau. Das Kloster mit der dazugehörigen Wallfahrtskirche Mariahilf erhebt sich auf einem Hügel über der Innstadt nahe der Grenze zu Österreich.

## Geschichte
Die Wallfahrtskirche Mariahilf stammt vom Anfang des 17. Jahrhunderts. Ab 1631 übernahmen Kapuziner aus dem unmittelbar benachbarten Hospiz und aus dem 1616 gegründeten Passauer Innstadtkloster die Wallfahrtsseelsorge. Das Kloster gehörte zunächst zur Österreichischen Provinz des Ordens. Kaiser Leopold I. stiftete 1676 die sogenannte Kaiserampel, eine wertvolle Goldschmiedearbeit des Augsburgers Lukas Lang.  Die Säkularisation brachte 1803 die Auflösung der Kapuzinerklöster in der Innstadt und am Mariahilfberg als auch das weitgehende Erliegen der Wallfahrt. Die Kirche in der Innstadt wurde 1810 abgebrochen. Auf dem Gelände wurde die Innstadtbrauerei errichtet. Im Zuge der Restauration wurden häufigere Wallfahrtszüge auf den Mariahilfberg wieder zugelassen und 1831 ein Wallfahrtspriesterkonvikt errichtet. Die Kapuziner kehrten 1890 zurück. Die Kirche ist auch heute noch ein wichtiger Wallfahrtsort. Im Herbst 2002 übernahmen Pauliner als Nachfolger der Kapuziner die Betreuung der Wallfahrtskirche.